# Fieldia australiana
Fieldia australiana (лат.) — вид цветковых растений семейства геснериевые. Это небольшое дерево или кустарник, произрастающий в тропических лесах восточной Австралии.

## Ботаническое описание
Вечнозелёное растение, достигающее в высоту от 1 до 3 метров. Листья супротивные, овальные или сердцевидные, длиной 5-10 см. Цветки мелкие, белые или бледно-розовые, собраны в кистевидные соцветия.

## Распространение
Fieldia australiana встречается в тропических лесах восточной Австралии, от Квинсленда до Нового Южного Уэльса.

## Охрана
Fieldia australiana не входит в список видов, находящихся под угрозой исчезновения.